# Queen and Slim
Pour plus de détails, voir Fiche technique et Distribution.
Queen and Slim est un thriller dramatique américain réalisé par Melina Matsoukas, sorti en 2019.

## Synopsis
Dans l'Ohio, deux jeunes afro-américains, Queen et Slim, font connaissance sur Tinder. Pour leur premier rendez-vous, ils se retrouvent dans un diner. Alors que Slim raccompagne Queen à son domicile en voiture, ils sont arrêtés par un policier pour un contrôle. La tension monte lorsque le policier effectue une palpation de Slim et une fouille approfondie de son véhicule. La situation dégénère quand Queen, avocate de formation, demande des explications au policier et lui annonce qu'elle va sortir son téléphone pour filmer la scène. En réaction, le policier tire sur Queen qui est blessée à la jambe. Furieux, Slim se bat avec le policier, puis saisit son arme et lui tire dessus. Les deux jeunes prennent alors la fuite et décident de partir en cavale.

## Fiche technique
- Titre original : Queen & Slim
- Réalisation : Melina Matsoukas
- Scénario : Lena Waithe, d'après une histoire de Lena Waithe et James Frey
- Décors : Karen Murphy
- Costumes : Shiona Turini
- Photographie : Tat Radcliffe
- Montage : Pete Beaudreau
- Musique : Devonté Hynes
- Producteur : James Frey, Lena Waithe, Melina Matsoukas, Michelle Knudsen, Andrew Coles, Brad Weston et Pamela Abdy (en)
  - Coproducteur : Todd Cohen
  - Producteur délégué : Pamela Hirsch, Daniel Kaluuya, Aaron L. Gilbert, Jason Cloth et Guymon Casady
- Société de production : Makeready
- Sociétés de distribution : Universal Pictures et eOne Entertainment, Universal Pictures International (France)
- Pays d'origine :  États-Unis
- Langue originale : anglais
- Format : couleur
- Genre : Thriller, drame, road movie
- Durée : 133 minutes
- Dates de sortie :
  - États-Unis : 
    - 14 novembre 2019 (AFI Fest)
    - 27 novembre 2019 (en salles)

  - Canada : 27 novembre 2019
  - France : 12 février 2020

## Distribution
- Daniel Kaluuya (VF : Jean-Baptiste Anoumon ; VQ : Adrien Bletton) : Slim
- Jodie Turner-Smith (VF : Corinne Wellong ; VQ : Marie-Evelyne Lessard) : Queen
- Bokeem Woodbine (VF : Lucien Jean-Baptiste ; VQ : Didier Lucien) : Oncle Earl
- Chloë Sevigny (VF : Claire Guyot) : Mme Shepherd
- Flea (VF : Jean-Philippe Puymartin) : M. Shepherd
- Indya Moore (VF : Déborah Claude) : Goddess
- Benito Martinez (VF : Stéphane Bazin ; VQ : Louis-Philippe Dandenault) : le shérif Edgar
- Jahi Di'Allo Winston (VF : Jhos Lican) : Junior
- Melanie Halfkenny (VF : Fily Keita): Naomi